# Francesco Saverio Nitti

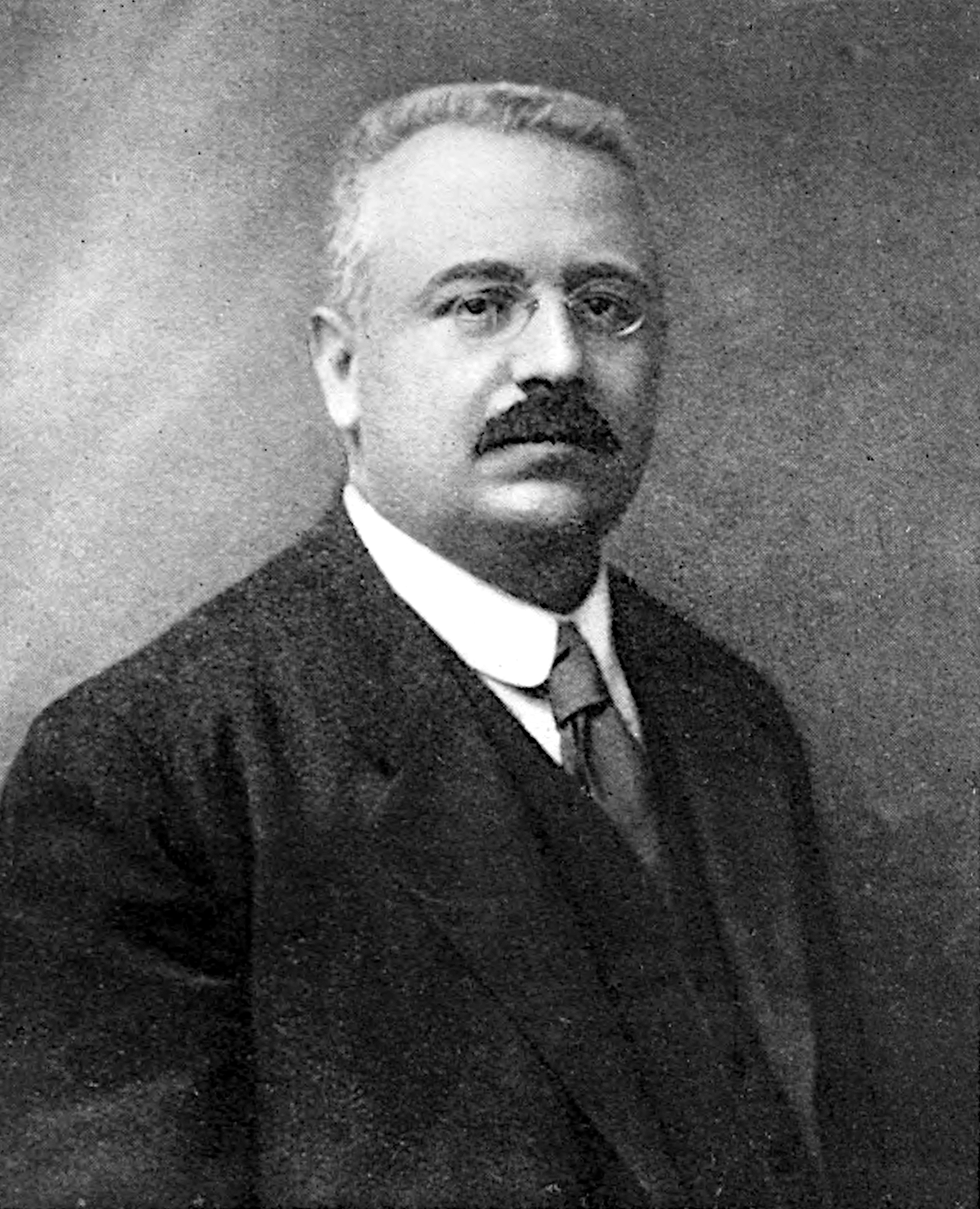
Francesco Saverio Nitti

Francesco Saverio Nitti (* 19. Juli 1868 in Melfi; † 20. Februar 1953 in Rom) war italienischer Präsident des Ministerrats (Ministerpräsident) vom 23. Juni 1919 bis zum 21. Mai 1920 und erneut vom 21. Mai 1920 bis zum 15. Juni 1920. 

## Studium und journalistische Arbeit
Nitti studierte Jura in Neapel und arbeitete zunächst als Journalist. Er war Korrespondent der Gazzetta Piemontese und des Corriere di Napoli. Im Jahr 1891 erschien das Buch Il socialismo cattolico, in dem er gewisse Übereinstimmungen zwischen Sozialismus und dem Wertesystem des Katholizismus feststellte. Im Jahre 1892 wurde Nitti Dozent in Wirtschaftspolitik und 1898 Dozent für Finanzwissenschaften an der Universität Neapel.

## Politik
Im Jahre 1904 zog Nitti für die Radikale Partei ins Parlament ein. Zwischen 1911 und 1914 war er Minister für Landwirtschaft, Industrie und Handel unter Giovanni Giolitti. Im Kabinett von Vittorio Emanuele Orlando war er von 1917 bis 1919 Finanzminister.
Am 23. Juni 1919 wurde Nitti Ministerpräsident und gleichzeitig Innenminister. Vom 20. März 1920 an war er zudem Kolonialminister bis zum 21. Mai 1920, ebenso vom 26. Juni 1919 bis zum 26. September 1919 Außenminister, und vom 14. März 1920 bis zum 21. Mai 1920 Kolonialminister. Im April 1920 war er Teilnehmer an der Konferenz von Sanremo. In seine Präsidentschaft fielen große soziale Unruhen infolge des Versailler Vertrags. Am 16. Juni 1920 übernahm Giovanni Giolitti das Amt des Ministerpräsidenten. 
Nitti war in der Opposition gegen den Faschismus. 1922 legte er sein parlamentarisches Mandat aus Protest gegen die faschistische Regierung nieder. Nach zahlreichen Anfeindungen der Faschisten, die während der Wahlen von 1921 begonnen hatten, emigrierte er am 24. Juni 1924 nach Zürich. Seit 1926 lebte er in Paris und organisierte von dort aus den antifaschistischen Widerstand. 1943 wurde er von der SS verhaftet und nach Tirol (Itter, später Hirschegg) deportiert. Nitti kam erst nach Ende des Zweiten Weltkriegs nach Italien zurück. Er wurde als ehemaliger Ministerpräsident, langjähriger Abgeordneter und Mitglied der Assemblea Costituente aufgrund der 3. Übergangsbestimmung der republikanischen Verfassung Mitglied des Senats. Nitti war gegen die Beteiligung Italiens an der NATO.

## Familie
Nitti war seit 1898 mit Antonia Persico, Tochter des Juristen Federico Persico, verheiratet. Aus der Ehe gingen fünf Kinder hervor, darunter die Pharmakologin Filomena Nitti, die den späteren Medizin-Nobelpreisträger Daniel Bovet ehelichte, und der Bakteriologe Federico Nitti.

## Werke (Auswahl)
- Il socialismo cattolico (1891)
- L’Italia all' alba del secolo XX (1901)
- Principi di scienza delle finanze (1903)
- L’Europa senza pace (1921, dt. ab 1922 u. a. als Das friedlose Europa und 1923 als Europa am Abgrund)
- La tragedia dell’ Europa (1923)